# Mnesiclesina acuticerca
Mnesiclesina acuticerca är en insektsart som beskrevs av Marius Descamps 1974. Mnesiclesina acuticerca ingår i släktet Mnesiclesina och familjen Chorotypidae. Inga underarter finns listade i Catalogue of Life.